# Bláhnjúkur
El Bláhnjúkur és un volcà que es troba al sud d'Islàndia. La seva alçada és de 940 msnm.
El seu nom es pot traduir com a cim blau en català, nom que ve del color blau-negre dels seus laterals. El color es deu a les cendres volcàniques i a les colades de lava.
El cim es troba a Landmannalaugar, una regió propera al volcà Hekla, i al costat del volcà Brennisteinsalda.
Una ruta de senderisme puja al cim, des del qual, en bones condicions, són visibles cinc glaceres.